# ウィリアム・テイラー・バリー

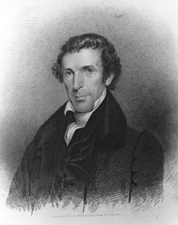
ウィリアム・テイラー・バリー

ウィリアム・テイラー・バリー（英: William Taylor Barry、1784年2月5日 - 1835年8月30日）は、アメリカ合衆国の政治家、裁判官。1829年から1835年まで第10代アメリカ合衆国郵政長官を務めた。

## 生い立ちと家族
1784年、バージニア州ルーネンバーグ近郊において、ジョン・バリー (John Barry) とスザンナ・ドージア (Susannah Dozier) の間に誕生した。1796年に両親とともにケンタッキー州フェイエット郡に移った。同州ウッドフォード郡のピスガー・アカデミーとケンタッキー・アカデミー、そしてレキシントンのトランシルヴァニア大学で学び、1803年にバージニア州ウィリアムズバーグのウィリアム・アンド・メアリー大学を卒業した。
1805年にルーシー・オーヴァートン (Lucy Overton) と結婚し、ジョン・ウォーラー・バリー (John Waller Barry) という女の子をもうけた。だが1809年にルーシーと死別すると、1812年にキャサリン・メイソン (Catherine Mason) と再婚し、アンドリュー・ジャクソン・バリー (Andrew Jackson Barry) という男の子をもうけた。

## 政治活動
バリーは法律を学び、1805年に弁護士の認可を受けるとケンタッキー州レキシントンで弁護士業を開業した。その後、ケンタッキー州検察官を務めた。1807年にケンタッキー州下院議員として選出され、1809年にも再選された。その後、ケンタッキー州選出の合衆国下院議員ベンジャミン・ハワードが辞任したことに伴い、バリーが後任として民主共和党から指名された。そして1810年8月8日から任期末の1811年3月3日まで合衆国下院議員を務めた。
1812年に米英戦争が開戦すると、バリーは合衆国軍に加勢した。終戦後の1814年にケンタッキー州下院議員に再選され、また州下院議長にも選出された。さらにケンタッキー州選出の合衆国上院議員ジョージ・ビブが辞任したことに伴い、後任として民主共和党から指名された。バリーは1814年12月16日から1816年5月1日に辞任するまで合衆国上院議員を務めた。
1816年、バリーはケンタッキー州第11巡回裁判所陪席裁判官に任命され、1817年まで務めた。その後1817年から1821年までは同州上院議員を務めた。1820年から1824年までケンタッキー州副知事を務めた。ジョン・アデア州知事の下で、1822年に公立の学校教育制度を無料で提供することを提案する『バリー報告書』を作成した。
また1822年にはトランシルヴァニア大学において法学と政治学の教授となった。1824年から1825年までケンタッキー州州務長官を務めた。
1825年、バリーはケンタッキー州巡回裁判所首席裁判官に任命された。また1828年にはケンタッキー州知事選挙に民主党から立候補したが、敗北した。
1829年3月9日、アンドリュー・ジャクソン大統領はバリーを郵政長官に任命した。バリーは1835年4月10日まで郵政長官を務めた。

## 晩年
郵政長官辞任後の1835年5月1日、バリーはスペイン駐在アメリカ合衆国特命全権公使に任命された。だが1835年8月30日、バリーはスペインのマドリッドへ向かう途中、イングランドのリヴァプールにおいて死去した。バリーの遺体はイングランドの聖ジェイムズ墓地に埋葬された。その後1854年にケンタッキー州フランクフォートのフランクフォート墓地に埋葬された。
ミシガン州バリー郡とミズーリ州バリー郡は、バリーにちなんで名づけられた。